# Łyśniewo Sierakowickie
Łyśniewo Sierakowickie (dodatkowa nazwa w języku kaszubskim Łësniewò Serakòwsczé) – wieś kaszubska w Polsce położona w województwie pomorskim, w powiecie kartuskim, w gminie Sierakowice.
Wieś nad rzeką Bukowina, położona na obszarze Pojezierza Kaszubskiego, w bezpośrednim sąsiedztwie jezior Miemino i Trzono.
W latach 1975–1998 miejscowość administracyjnie należała do województwa gdańskiego.

## Nazwa wioski
Wśród mieszkańców znane są trzy grupy powstania nazwy wsi:
- Najbardziej prawdopodobne jest utworzenie słowa Łyśniewo od czasownika lśnić, łysnąć, błysnąć. Teza ta związana jest głównie z dwiema historiami. Pierwsza z nich nawiązuje do pięknego zamku położonego, według legendy, na wyspie na jeziorze Miemino, który lśnił pod wpływem promieni słonecznych i zachwycał każdego. Druga opowieść dotyczy wybielonego wapnem dworu Łyśniewskiego, którego blask z daleka dostrzegano. Istnieje jeszcze prawdopodobieństwo, że nazwa wioski pochodzi od mieniącej się (lśniącej) pod wpływem promieni słonecznych tafli jeziora. Przyjmuje się, że obecna nazwa wsi jest wynikiem dołączenia do słowa lśnić/łysnąć popularnej w tym rejonie odmienionej końcówki językowej -owo tworząc tym samym wyraz Lśniewo/Łyśniewo.
- Innym źródłem słowa Łyśniewo mogło być nazwisko Lis/Liss, z którego później powstało Lisniewo/Lissniewo. Do dziś w Łyśniewie mieszka kilka rodzin o tym nazwisku.
- Ostatnia przesłanka, wedle której mogło powstać słowo Łyśniewo, wskazuje na popularne w tym regionie zwierzę – lisa pospolitego. Koncepcja ta ma swoje uzasadnienie, gdyż nie wiadomo, czy w momencie powstawania nazwy osady, nazwisko Lis występowało na tych terenach.

Najstarszego zapisu o Łyśniewie dokonali Krzyżacy, którzy w swoich sprawozdaniach finansowo-gospodarczych z lat 1414–1438 odnotowali wieś pod nazwą Lyssenow. Na bazie tej najstarszej historycznej wzmianki można wysnuć jeszcze jedną – nie opartą na legendach – hipotezę powstania nazwy wsi. Słowo Lysse-now mogło być zaczerpnięte od staroniemieckiego słowa eynf-lysse oznaczającego dopływ wody. Podobny rdzeń posiada również staroniemieckie słowo na określenie rzeki (v-lys). Nie bez znaczenia pozostaje fakt, że ów „dopływ wody” do średniowiecznego Łyśniewskiego młyna pochodził z terenów podmokłych i bagnistych rozpościerających się tuż przed wsią. Pierwszy zresztą opis Łyśniewa – sporządzony nieco ponad sto lat później – nie pozostawia wątpliwości i wyraźnie wskazuje na to, że wieś położona była na gruncie leśnem i błotnem. Jest to o tyle cenna informacja, gdyż jest to pierwsze napotkane w dokumentach zdanie opisujące teren Łyśniewa.
Sytuację analogiczną prezentuje geneza nazwy innej kaszubskiej wsi – Luzina. Wśród różnych określeń tej wioski widnieje także termin Lyssenow nadany za panowania Krzyżaków w 1414 roku. Nazwa wsi pod Wejherowem, według badaczy, wywodzi się od podmokłych bagnistych terenów (luźa) lub od rzeki płynącej w bagnistym otoczeniu (luz – łuź). Identyczne staroniemieckie nazewnictwo dwóch niezwiązanych ze sobą miejscowości jednoznacznie wskazuje na podobne uwarunkowania naturalne, z których wywodzi się nazwy wsi. Można zatem przypuszczać, że pierwsza historyczna nazwa Łyśniewa nawiązywała do krajobrazu, jaki rozciągał się na nizinnym terenie XV-wiecznego Lyssenowa.
Ze względu na zmieniającą się przynależność terytorialną, a w związku z tym i różne wzorce kulturowe, modyfikacjom ulegało także nazewnictwo. W dokumentach używane są następujące określenia wsi:
- Lyssenow (1437/1438),
- Lissnieuo (1565),
- Lißniewo (1570),
- Liszniewo (1571),
- Lisniowo (1598),
- Liśniewo (1664),
- Łysniewo (1749),
- Łyśniewo (1765),
- Lisniewo (1773),
- Lischniewo/Lissniewo (1789),
- Lysniewer/Lisnewer (1848),
- Lyszniewo (1882),
- Lissnau (1884),
- Łyśniewo (1921),
- Lißniewo/Lissniewo (1939),
- Lischnau (1943),
- Łyśniewo (1945),
- Łyśniewo Sierakowickie (2012).

## Rys historyczny

### Czasy najdawniejsze

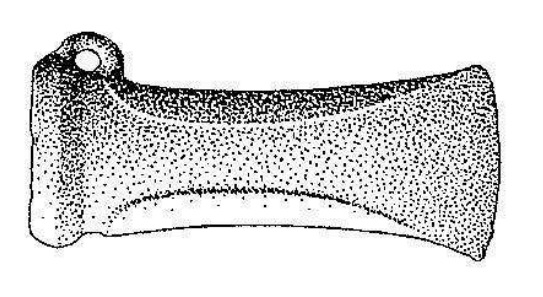
Rycina przedstawiająca najstarszy artefakt wydobyty z terenu Łyśniewa

Najstarsze ślady działalności człowieka na terenie Łyśniewa pochodzą z epoki brązu. Najstarszym takim obiektem jest odnaleziona w 1890 roku brązowa siekierka. Odkrycia dokonano przypadkowo w bagnie poza wioską.

### Początki Łyśniewa jako wioski
Pierwszą informację o Łyśniewie zawdzięczamy Krzyżakom, którzy przywłaszczając na przełomie 1308/1309 roku Pomorze Gdańskie, przejęli w bezpośrednie władanie ziemie należące dawniej do książąt, w tym tereny dzisiejszego Łyśniewa. Na nowo pozyskanych terenach następuje rozwój osadnictwa powiązany z karczowaniem lasów i zakładaniem nowych osad. Pierwsza historyczna wzmianka o wiosce nad Bukowiną pochodzi z „Wielkiej Księgi Czynszowej Zakonu Krzyżackiego”, gdzie pod rokiem 1437–1438 odnotowana została pod nazwą Lyssenow. Wioska stanowiła w całości własność Zakonu. Podstawą uwzględnienia Łyśniewa w Krzyżackim rejestrze był czynsz, jaki pobierano za funkcjonowanie młyna.

### Królewska własność

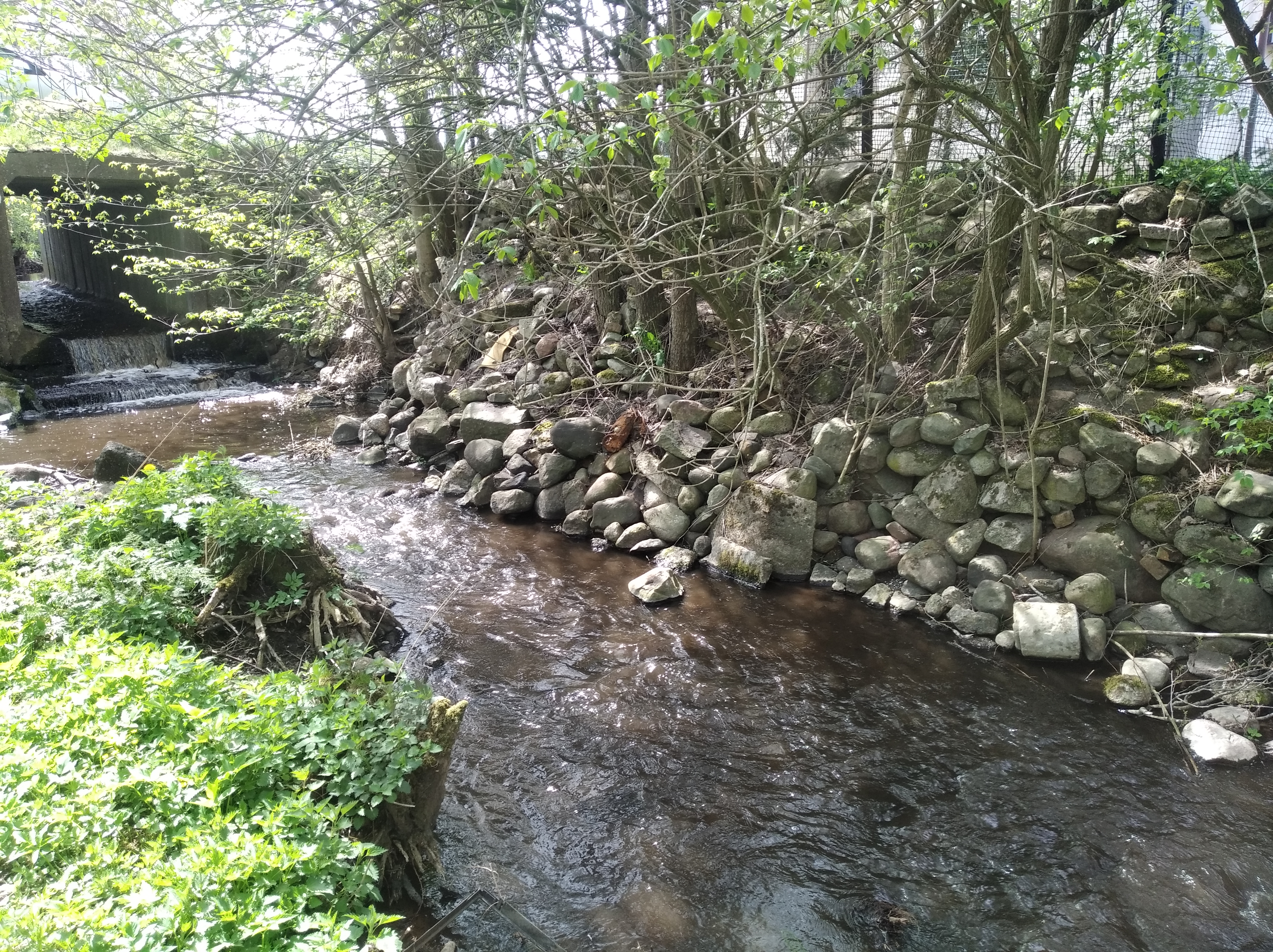
Miejsce lokalizacji młyna obecnie

W 1466 roku Pomorze Gdańskie zostało wcielone do państwa Polskiego, a ziemie będące w bezpośrednim władaniu Krzyżaków przeszły na własność osoby panującej – króla. W ten sposób powstały tzw. Królewszczyzny. Łyśniewo stało się wsią Królewską. Z pierwszego opisu, czyli  Lustracji z 1565 roku wynika, że wielkość wioski wynosiła 10 zgrzebi i zamieszkiwało ją 4 zamożniejszych gospodarzy zwanych gburami, 2 gajowych, młynarz oraz sołtys. W Archiwum Skarbu Koronnego zachowały się ręczne odpisy dotyczące wsi Lissnieuo z 1565 roku, .
W 1664 roku wieś Liśniewo zamieszkiwało 17 osób (bez rodzin) zaksięgowanych do płacenia podatków. Największą grupę stanowiło 9 gburów, następnie 3 budników, 2 ogrodników, bednarz, leśny i sołtys. W tym okresie wymieniona została z imienia i nazwiska pierwsza osoba z Łyśniewa. Był nim ogrodnik z najmniejszą rolą – Paweł Kulik. Na rzece dalej funkcjonuje młyn o jednym kole, odbudowany po zniszczeniach Szwedzkich. Ponadto we wiosce – jak podaje tekst Lustracji – karczmy nimasz. Z tego też powodu ludzie sami trudzą się produkcją i koleją piwo szynkują.
Ostatni królewski opis – najbardziej rozbudowany – pochodzi z 1765 roku. Obok szczegółowych opisów młyna i spisu mieszkańców wioski zrelacjonowany został powstały w obrębie wsi folwark wraz z domem mieszkalnym tzw. dworem. Całością majątku zarządzał Jan Labuda. Roczny zasiew wynosił 65 korców (33 żyta, 17 jęczmienia i 15 owsa). Nie została podana wielkość folwarku, jedynie opis zaplecza gospodarczego, w skład którego wchodziły:
S t o d o ł y o 3 sąmsiekach, o 2 pobojowiskach, przy których po 2 drzwi podwójnych. Sąmsieki 2 w szachulec, a trzeci w wiązanie i bale budowany. Dach na nich słomiany dobry. Przy tych stodołach 2 przystawki, jedna w szachulec, druga w słupy budowana. Dach na nich słomiany dobry. Od folwarku na lewą rękę idąc s z o p a stara w wiązanie, miejscami gliną, miejscami balami budowana, pod dachem słomianym dobrym. Na końcu tej szopy c h l e w w szachulec budowany, pod dachem słomianym. W którym podłoga z balów. Pod tymże [dachem] szpichlerek. Na drugiej stronie ex opposito tej szopy o w c z a r n i a dobra w szachulec budowana, pod dachem słomianym, dobrym. Na końcu s t a j n i, a z podłogą, w wiązanie, gliną wylepiona. Do tejże stajni drzwi podwójne dobre.
Wielkość wsi nadal wynosiła 10 jednostek (włók). Stan lasu w granicach wioski, oprócz młodej dębiny rosnącej pod Siemirowicami, określony został szorstkim stwierdzeniem: same tylko chrusty. Do wsi należały pobliskie jeziora: Trzemeczno, Czarne, Lysniewskie (najprawd. Miemino), Długie i Czarne pod Kowalami.
Opisy Łyśniewa występują także w kościelnych dokumentach z 1598, 1686, 1710, 1749 i 1766 roku. Najstarsze natomiast spisy ludności zachowały się w księgach chrztu, począwszy od 1706 roku.

### Okres zaborów

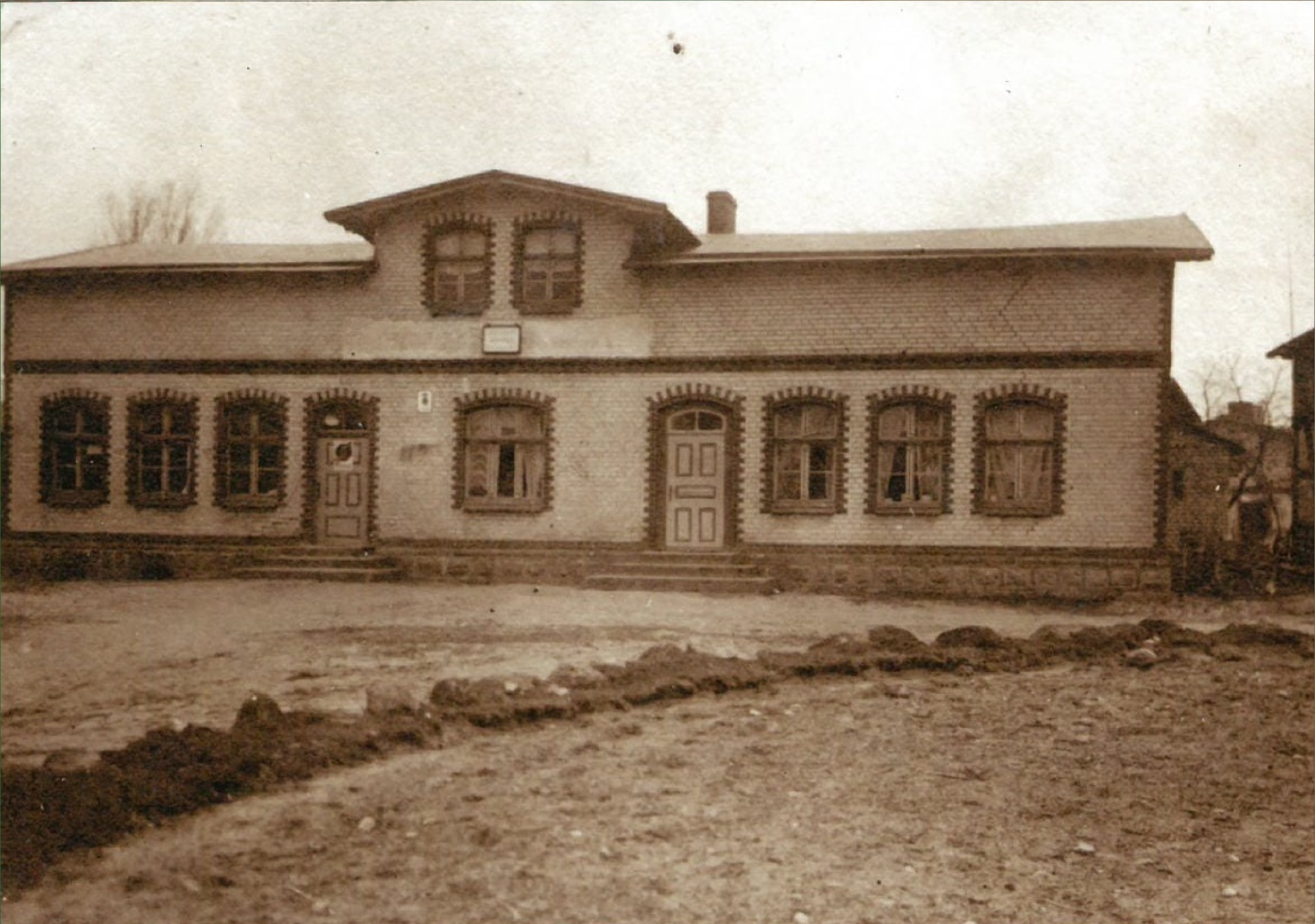
Łyśniewska Karczma. Obecnie dom państwa Hartyn-Leszczyńskich

Prusy Królewskie wskutek I rozbioru Polski przeszły pod zarząd i administrację Pruską. Według Katastru Fryderycjańskiego największą grupę społeczną w Łyśniewie stanowili gburzy (9 rodzin), następnie komornicy (4 rodziny), zagrodnicy (3 rodziny) oraz rodzina sołtysa, młynarza i dzierżawcy folwarku. Ostatnią grupę stanowiła pomoc gospodarcza w postaci parobków i służących (9 osób). Łącznie w 1772 roku w Łyśniewie mieszkały 72 osoby.
Okres zaborów na terenie Łyśniewa wiązał się przede wszystkim z reformami agrarnymi, jakie zapoczątkował rząd Pruski w 1807 roku (zniesienie poddaństwa), a następnie kontynuował przez kolejne dziesięciolecia. Do 1850 roku w toku prac uwłaszczeniowych objętych zostało 31 rodzin. Procesy uwłaszczeniowe związanie m.in. z parcelacją Łyśniewskiego folwarku (separacja, komasacja, renty pieniężne) trwały niemalże do końca XIX wieku.

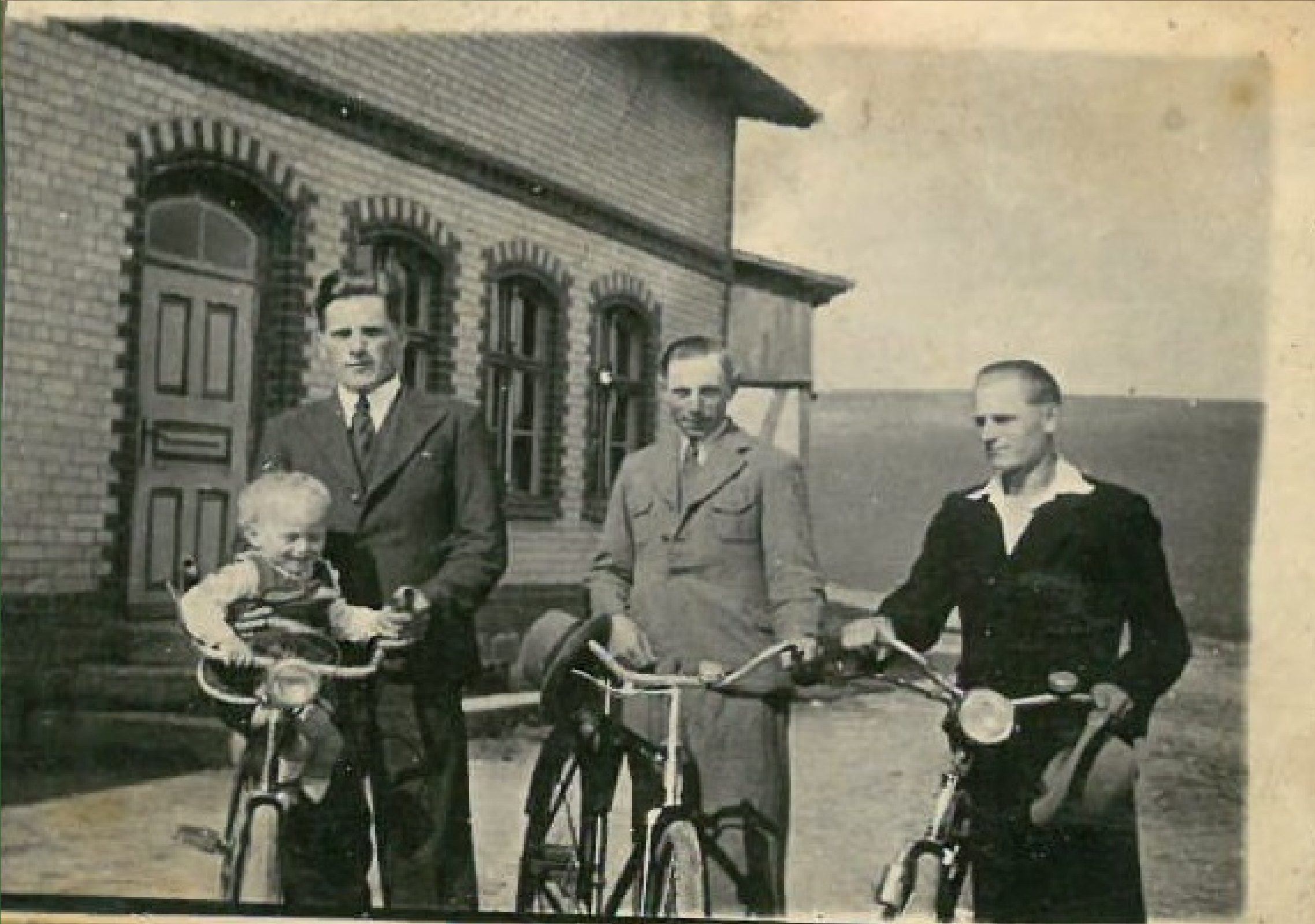
Mieszkańcy Łyśniewa na tle Karczmy. Z prawej Antoni Pepliński. Fot. ze zbiorów p. Leszczyńskich

Ważnym wydarzeniem było niewątpliwie powstanie jednoklasowej szkoły w Łyśniewie w 1865 roku. W momencie zakładania placówki oświatowej w Łyśniewie mieszkało 75 rodzin. Pierwszymi nauczycielami mieszkającymi na terenie Łyśniewa byli: Wazyr v Waszkowski, Jakub Richert i Franz Sabolewski
Pod koniec XIX w powstała we wiosce Karczma, którą zarządzał Franciszek Brzeski. Inne zawody występujące jednostkowo to młynarz, szewc, krawiec, gorzelnik, leśniczy, woźnica i kowal
W 1906 roku Łyśniewo przyłączyło się do trwającego blisko trzy miesiące strajku szkolnego. Protest dzieci spowodowany był wprowadzeniem języka niemieckiego na lekcjach religii.
Na 4 lata przed wybuchem I wojny Światowej w Łyśniewie pod względem narodowościowym mieszkało 564 Polaków i 201 Niemców.

### I wojna światowa i XX-lecie międzywojenne
Do służby wojskowej w Armii Pruskiej powołano z Łyśniewa następujące osoby:
| Albrecht Hermann | Bullczak Johann   | Jersombeck Wilhelm | Kuschel Paul            | Richter Hermann      | Smentoch Johann      |
| Arndt Friedrich  | Chajewski Johann  | Kauts Herm. Aug.   | Kuschel Robert          | Roletzki Otto        | Smentoch Valerian    |
| Bedmarek Felix   | Driwa Johann      | Kautz Berthold     | Labudda Leon            | Ropella Basilius     | Sobisch Johann       |
| Birr Johann      | Fischer Otto      | Kautz Karl         | Lewinsky von Leo        | Rutz Karl            | Syldatke Theophil    |
| Birr Julius      | Gabrielski Johann | Kautz Max          | Leyk Anton              | Röder Johann         | Weichbrodt Friedrich |
| Bischhoff Johann | Garski Leo        | Kautz Otto         | Liss Julius             | Schimassowski Johann | Weichbrodt Hermann   |
| Brczki? Julius   | Gast Gustav       | Kleina Josef       | Makurrath Karl Aug. Max | Schnaase Richard     | Weichbrodt Otto      |
| Bronk v. Stefan  | Gohr Emil         | Kleiner Franz      | Mielewczyk Valerian     | Schulz Paul          | Weichbrot Karl       |
| Bronk von Albert | Goitowski Johann  | Koszalka Julius    | Milewczyk Alexander     | Schwochow Max        | Wenta Josef          |
| Brzeski Julius   | Grotstück Wilhelm | Koletzki Otto      | Plottka Albert          | Sengstock Paul       | Wenta Michael        |
| Bulczak Franz    | Hinz Hermann      | Kolletschke Julius | Plottka Johann          | Sildaik Adam         | Wesolka Martin       |
| Bulczak Johann   | Hinz Paul         | Korschalka Valeri  | Revell Basilius         | Sildaik Josef        | Wolff Josef          |
| Bulczak Josef    | Hinz Emil         | Krahn von Eugen    | Richert Fridolin        | Sildatk Adam         | Wosniak Alexander    |
| Bulczak Basilius | Jelinski Joseph   | Kuschel Emil       | Richter Albert          | Sildatk Basilius     | Wosniak Johann       |

Na cmentarzach wojskowych w Belgii i Francji do dziś zachowały się groby osób z Łyśniewa, poległych na froncie zachodnim.
Od końca I wojny światowej wieś znajdowała się w granicach Polski (powiat kartuski). Dramat kaszubskich rodzin rozdzielonych granicą trafnie opisał – na marginesie wspomnień o ojcu – Stanisław Szroeder:

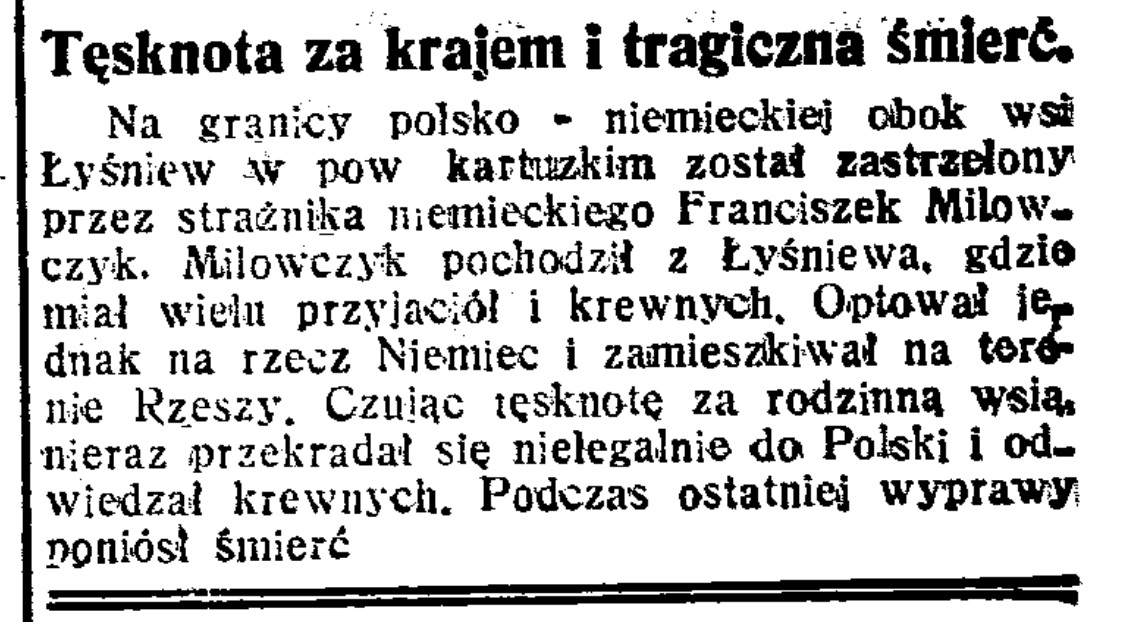
Wycinek z gazety „Polska Zachodnia” z 1935 r. obrazujący niepokoje na granicy polsko-niemieckiej

Tato mój Antoni Schröder uważał się za polskiego Kaszuba, któremu traktat wersalski przyniósł pecha. Gdy po I wojnie światowej wyznaczano granice nowej Europy, Kaszuby podzielono jak tort, na trzy kawałki. Największa porcja przypadła II Rzeczypospolitej, mniejsza Wolnemu Miastu Gdańsk, a kawalątek z ziemią bytowsko-lęborską, gdzie w lasach była nasza rodzinna wieś Kłãczëno (po polsku Kłączno, po niemiecku Klonschen), został przy Niemcach, kilka kilometrów od Polski. Ojcu, obywatelowi Rzeszy, przyszło więc żyć na pograniczu, po niewłaściwej, jego zdaniem, stronie.

Justyna natomiast będąca ciocią Stanisława mieszkała w Łyśniewie, które (…) było po polskiej stronie.
Do 1918 roku obowiązującą nazwą niemieckiej administracji dla Łyśniewa było Lissniewo. Według Spisu z 30 września 1921 roku Łyśniewo (bez Kowal) zamieszkiwało 717 osób, z czego 650 było wyznania katolickiego, a Polską narodowość zadeklarowało 694 osoby. Ludność posiadała 80 budynków z przeznaczeniem na zamieszkanie.

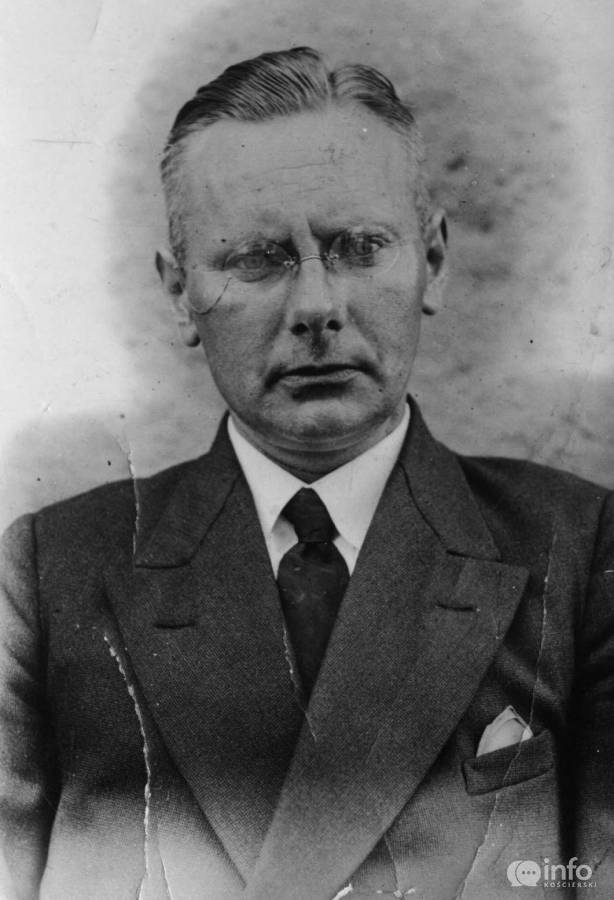
Bernard Szumocki. Przedwojenny kierownik szkoły w Łyśniewie

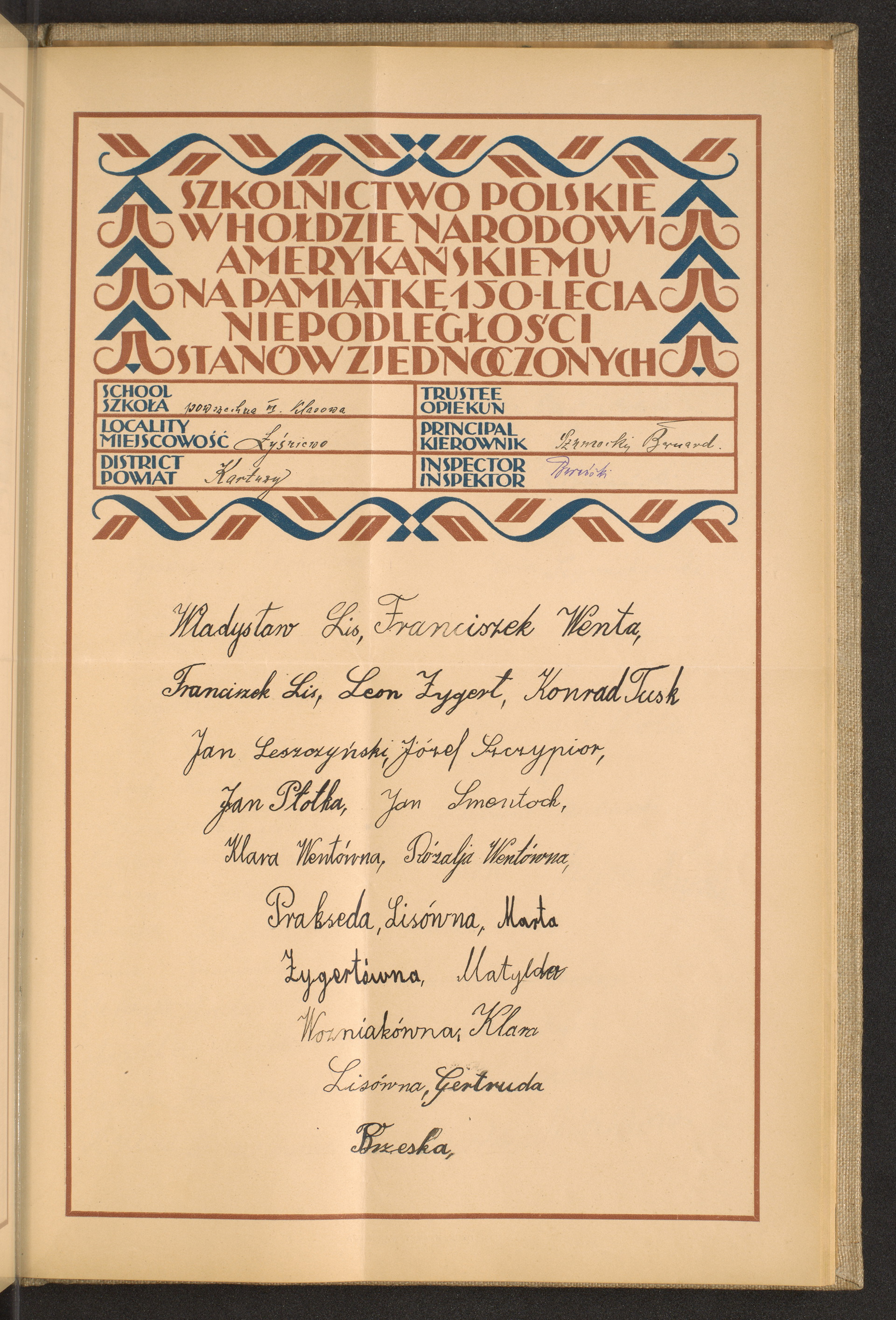
Dokument szkolny z 1926 r.

Największym właścicielem ziemskim był Franciszek Koszałka z gospodarstwem o pow. 85 ha (roli – 29 ha, łąk – 3, pastwisk – 12, nieużytków – 6, wód – 35).
W okresie międzywojennym mieściła się we wsi Placówka Straży Granicznej, w której stacjonowało 5 funkcjonariuszy. Oprócz patrolu granicznego członkowie placówki zajmowali się także działalnością kulturalną np. współtworzyli występy teatralne.
We wsi dalej funkcjonowała 3-klasowa szkoła, mająca do dyspozycji dwie sale lekcyjne. Placówka posiadała jedno mieszkanie służbowe, 1,5 ha ziemi i dysponowała zasobem książkowym w liczbie 150 sztuk. Początkowo w szkole nauczał jeden nauczyciel (1919–1923), później dwóch (1923–1937). Przed wybuchem wojny pracowało już czterech nauczycieli. W poczet uczniów w 1930 wchodziło 65 chłopców i 46 dziewczyn. Nauczycielami byli Bernard Szumocki (kierownik szkoły), Edmund Wiesiołowski, Franciszek Ziółkowski (Religia) i Franciszek Gabski.
W okresie międzywojennym utwardzono drogę z Puzdrowa do Łyśniewa przez wyłożenie nawierzchni brukowej.

### II wojna światowa
Dramat wojny w przygranicznym Łyśniewie nastąpił niemal natychmiastowo. W swoich zapiskach ks. Antoni Pepliński wspomina: na drugi dzień było już u nas po wojnie. Niemcy szybko zajęli Pomorze, Kaszuby i wcześniej niż gdzie indziej zaczął się trudny okres okupacji.
W pierwszej kolejności likwidowano warstwę przywódczą. W okolicach Kościerzyny bestialsko zamordowany został kierownik szkoły w Łyśniewie – Bernard Szumocki. Pod Kartuzami rozstrzelanych zostało kilkadziesiąt osób m.in. Jan Hoppa z Łyśniewa. Swoje życie podczas wojny stracili także: Franciszek Górlikowski, Józef Bulczak, Maria Lis, Alojzy Ropela, Józef Lis, Józef Lejk. W trakcie wojny Antoni Pepliński jako jedyny absolwent gimnazjum w Łyśniewie, zorganizował we wsi tajne nauczanie. Objęło ono kilka wsi. Po wojnie czterech jego uczniów zdało do gimnazjum. Wszyscy zostali nauczycielami. W 1941 r. młodzież z okolic Łyśniewa założyła oddział partyzancki i nawiązała kontakt z organizacją „Gryf Kaszubski” . Ważną rolę w tej wojskowej organizacji pełnił pochodzący z Łyśniewa Juliusz Koszałka. Podczas wojny Łyśniewo było schronieniem dla działaczy „Gryfa Pomorskiego”.

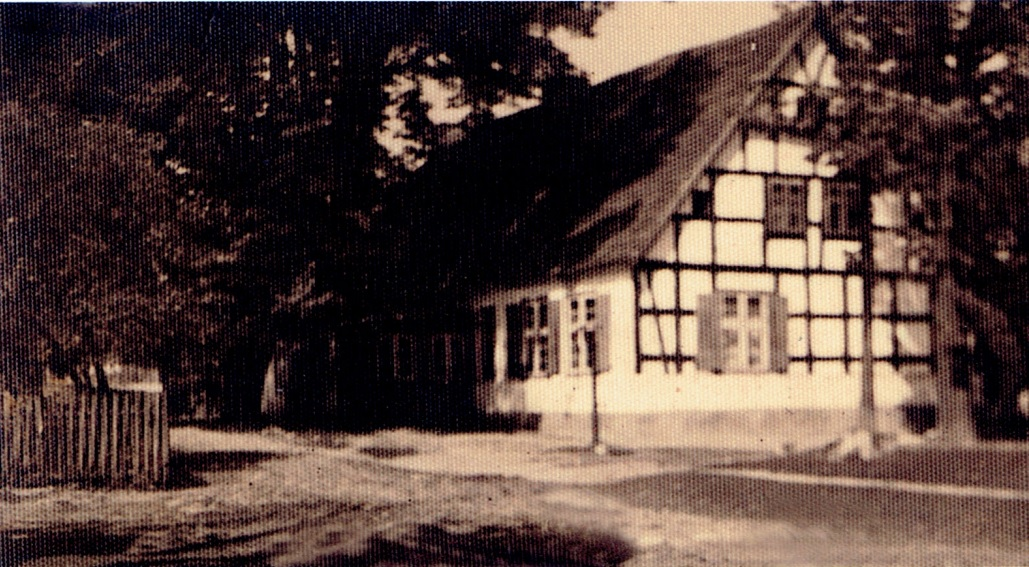
Dwór Łyśniewski w czasie wojny

9 kwietnia 1943 roku wysiedlono z Łyśniewa rodziny Augustyna Bulczaka, Wiktora Wenty, Jana Bulczaka i Władysława Brzeskiego. W ich miejsce osiedlono ok. 10 rodzin niemieckich. To wydarzenie tak w „Przyczynku do biografii” ks. Antoniego opisał Jaromir Szroeder:
Któregoś dnia doszła do Łyśniewskiego Dworu wiadomość, że do Łyśniewa przyjechały samochody i że będą wywozić do Potulic. Znaleźli się chętni Niemcy, którzy chcieli przejąć gospodarstwa Bulczyków i Brzeskich. I jedną, i drugą rodzinę zapakowano do samochodów i wywieziono do Potulic, a na ich miejsce osadzono niemieckich gospodarzy.

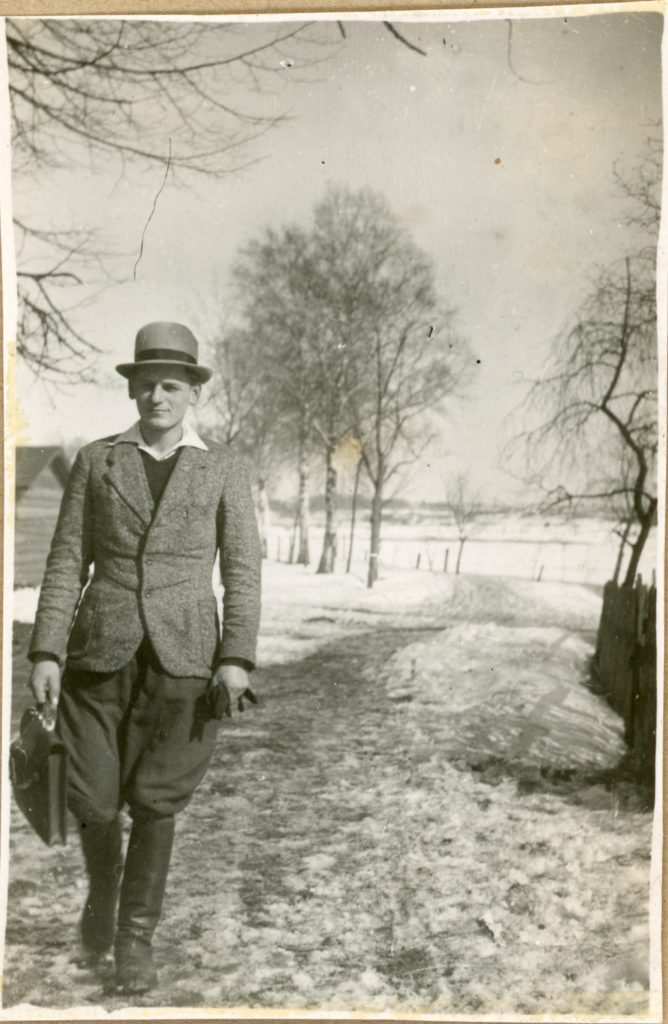
Rok 1943. Antoni Pepliński w Łyśniewie

Nieustanna obawa o utratę życia widoczna jest w samych zapiskach ks. Antoniego:
Od dnia 31 marca (roku nie pamiętam), kiedy to upłynął termin podpisywania list tzw. Eingedeutsch, dla ostrożności sypiałem przeważnie pod gołym niebem, by uchronić się od wywózki. Listy nie podpisaliśmy, co przyczyniło się […] do tego, że cała wioska (może oprócz jednej czy dwóch rodzin) listy nie podpisała. Częste były rewizje. […] Nieraz trzeba było uciekać z mieszkania. […] Od 1 kwietnia 1943 roku, kiedy to Niemcy ścięli w Berlinie naszego wujka [matki brata Antoniego Szroedera – przyp. J. Sz.], nastrój zmienił się na gorsze. Ciągle ta myśl, kiedy po nas przyjdą.
Podczas okupacji niemieckiej nazwa Lissniewo została w 1942 roku przez nazistowskich propagandystów niemieckich (w ramach szerokiej akcji odkaszubiania i odpolszczania nazw niemieckiego lebensraumu) zweryfikowana jako zbyt kaszubska i przemianowana na nowo wymyślone i bardziej niemieckie – Lischnau. Powiązania wojenne z Łyśniewem posiadał także Stanisław Szroeder, który chcąc uniknąć wcielenia do Wermachtu postanowił na początku 1945 roku uciec do Łyśniewa. To zdarzenie przedstawił następująco:
Przy jednym peronie stał mój pociąg do Rummelsburga. Ale ja wskoczyłem do innego, w przeciwnym kierunku, do Lauenburga, czyli Lęborka. Miałem plan, żeby wyskoczyć na stacji w Wutzkow, czyli Oskowie, i stamtąd przedostać się do domu ciotki Justyny, siostry mojego ojca. Mieszkała w Łyśniewie, które przed wojną było po polskiej stronie. (…) Czekało mnie 16 kilometrów pieszo. Droga do ciotki Justyny wiodła przez pola i las. Biegłem, nie wiedząc, co mnie czeka za kilometr, dwa. Była odwilż, śnieg topniał, nie wiedziałem już, czy jestem cały mokry ze strachu, czy od wysiłku. A może od śniegu? Co sto, dwieście metrów rzucałem się na ziemię i zanurzałem głowę w zaspy. Bagażu dużego nie miałem, ale i tak ciążył. Nie mogłem go jednak porzucić. Jakby tak kto znalazł moją maskę przeciwgazową i ruszył za mną po śladach? Jak ja się namodliłem w tamtej drodze, to pani nie ma pojęcia. „Maryja Józef swiãti! Jic Stachu, bo albo ty przetrzymasz, albo tu będziesz pochowany gdzieś”. Idę więc i nagle widzę podwórze wujostwa. Jeszcze dwieście, trzysta metrów i jestem u cioci! Podszedłem do okna, a tam przy stole obcy ludzie z wujem i ciotką siedzą i rozmawiają. (…) Ci obcy ludzie, których zobaczyłem u wujostwa przez okno, to było czterech Rosjan, którzy uciekli z niemieckiej niewoli i ukrywali się w Łyśniewie, czekając na rychłe nadejście swoich. Mama nie wiedziała, gdzie jestem, myślała, chyba że jej tyci knopik zginął na froncie, bo nie pisałem do domu. Ale nie miała kłopotów z powodu dezercji syna. Gestapo jej nie nachodziło, mieli ważniejsze sprawy na głowie. Wojna zaraz miała się kończyć. Szykowali się do ewakuacji. A ja w Łyśniewie pomagałem wujostwu w gospodarstwie i ze wszystkimi czekałem na Ruskich. Matko, jak ja czekałem! Jak na zbawienie. Armia Czerwona miała mi przynieść wolność od wojska, frontu i śmierci. (…)
W samym tylko Łyśniewskim dworze w ostatnim roku wojny – jak później w swoim życiorysie napisał ks. Antoni – ukrywało się trzech żołnierzy rosyjskich, dwóch żołnierzy włoskich, którzy byli u nas jeszcze przez 1,5 roku po wojnie, najstarszy brat i kuzyn Stanisław Schroeder po ściętym wujku. W podwórzu (u sąsiadów) ukrywało się jeszcze trzech Rosjan i jeden Polak.

### Czasy współczesne
Wolność do Łyśniewa dotarła na początku marca 1945 roku. Ten dzień tak zapisał się w pamięci Stanisława Szroedera:
8 marca 1945 roku w gospodarstwie wujostwa panowała cisza. Mgły zwiesiły się nisko nad polami. Nie słychać było żadnych strzałów. Żadnych rozkazów wydawanych po niemiecku. Żadnych silników wojskowych ciężarówek. Żadnego zgrzytu gąsienic czołgów. Stach jeszcze by pospał, ale Boleś szarpnął go za ramię: „Nie ma niemieckiego wojska! Nie ma żadnego żołnierza, który by się okopywał! Na Gdańsk musieli pójść”. Stach wstał i wybiegł na werandę. Nasłuchiwał ciszy i odruchowo dotykał kieszeni. Wyczuwał w niej, złożoną w czworo, kartę powołania do Wehrmachtu. Obok Stacha na werandzie stanęli w milczeniu: ciotka Justyna, wuj Piotr, kuzynka Ksenia i Wanda, kuzyn Boleś, czterech radzieckich żołnierzy. Nie wiadomo już, kto z nich pierwszy zauważył postaćki żołnierzy. Biegli od strony wsi Pusdrowo (Puzdrowo). Z flintami w dłoniach, posuwali pochyleni. Niemcy czy Ruscy? Za daleko, nie widać. „Czołg jedzie!”, ktoś na werandzie przerwał ciszę. „Z gwiazdą!”. To są Ruscy! Hura! Matko Święta! Hura!!! Dziesięć osób stłoczonych na werandzie domu ciotki Justyny we wsi Łyśniewo wrzeszczało i machało rękami.
Upragniona wolność spod znaku czerwonej gwiazdy szybko straciła swój blask. W zapiskach ks. Antoniego można wyczytać: Straciłem prawie wszystko: bielizna, ubrania, instrumenty muzyczne, aparaty fotograficzne, książki i wiele notatek (…) młyn zniszczony a koła wykorzystano do upamiętnienia ofiar II wojny światowej. Po zdaniu matury Antoni Pepliński podjął studia w Seminarium Duchownym w Pelplinie i 23 grudnia 1950 roku z rąk bp. Kazimierza Kowalskiego przyjął święcenia kapłańskie.
Żywe wspomnienia tragedii wojny wywołały u mieszkańców Łyśniewa pragnienie uczczenia ofiar. Przystąpiono do budowy kapliczki w centrum wsi, której podjęli się m.in. Stanisław Lis i Franciszek Brzeski. Poświęcenie kapliczki nastąpiło 5 maja 1957 roku tłumnie gromadząc mieszkańców wsi.

Uroczyste poświęcenie kapliczki w Łyśniewie przez ks. Bazylego Olęckiego. W tle widoczny fragment stawu młyńskiego. Fot. ze zbiorów p. Leszczyńskich

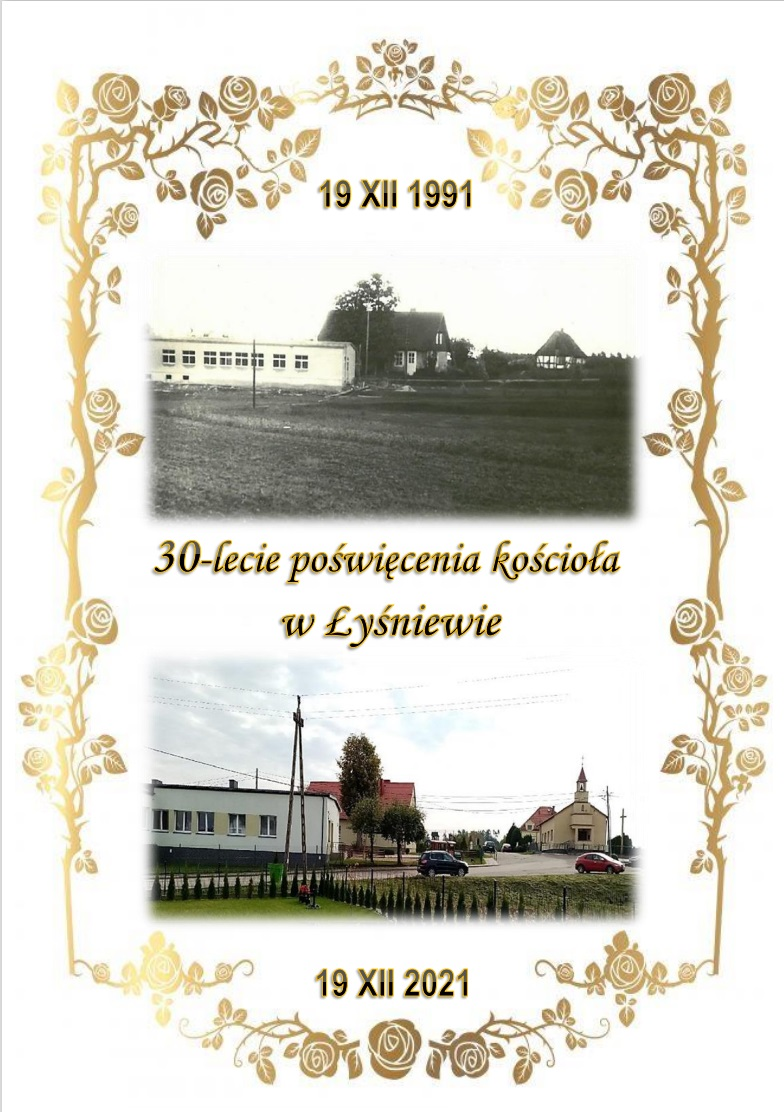
Pamiątkowa kartka wydana z okazji poświęcenia kościoła

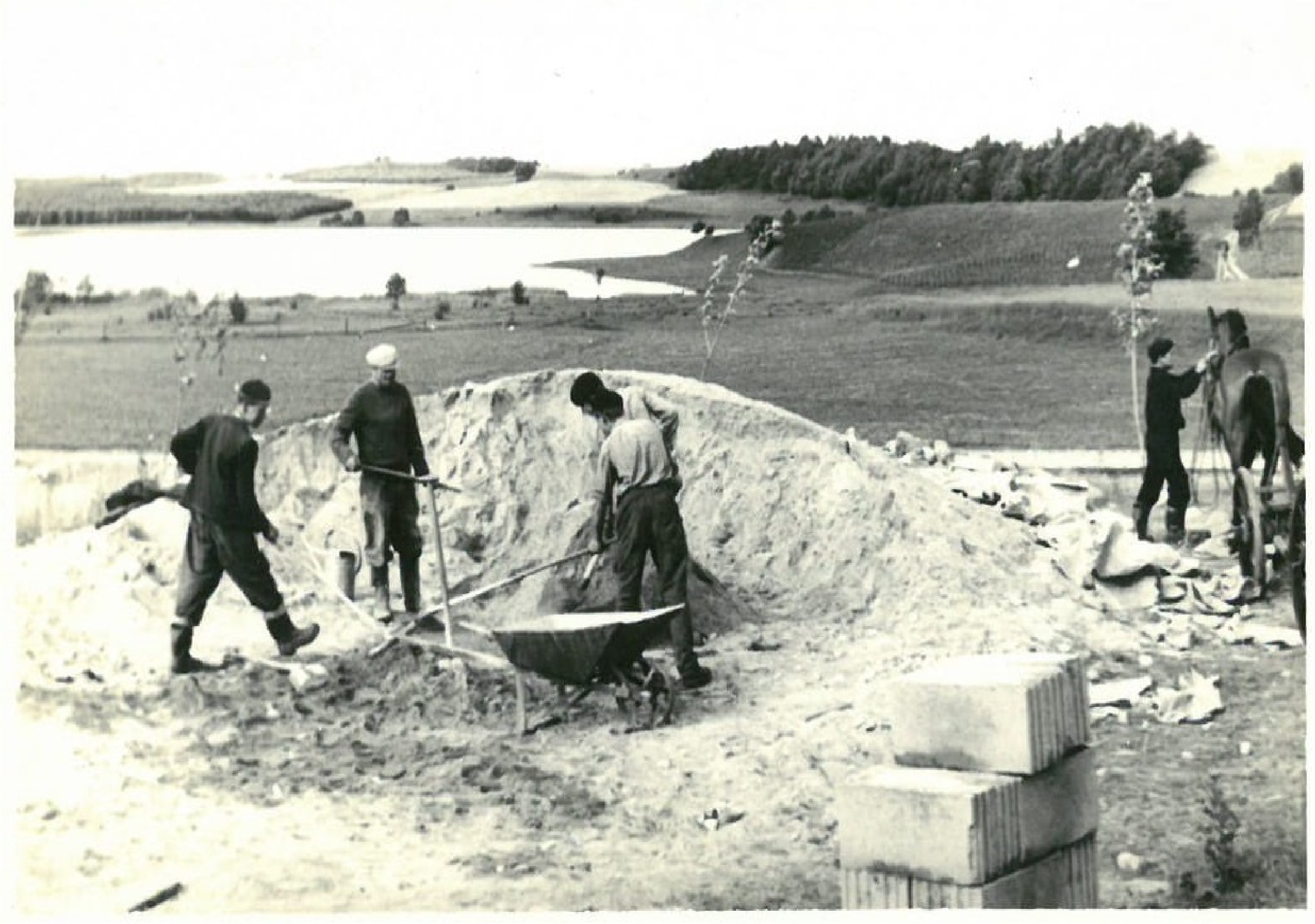
Budowa pawilonu szkolnego. W tle jezioro Trzcinowe

W 1959 roku rozpoczęto prace nad wylewką asfaltową brukowej drogi w kierunku Puzdrowa. Powoli też docierała do Łyśniewa elektryczność.
W latach 60. otwarto we wsi sklep oraz podjęto się budowy pawilonu szkolnego tzw. tysiąclatki. Dyrektorami placówki od zakończenia wojny byli kolejno: Artur Paszkiewicz, Hubert Steinke, Ireneusz Płotka, Janina Leszczyńska. Obecnie dyrektorem szkoły jest Aleksandra Klasa.
W 1984 roku następuje przebudowa mostu na Bukowinie. Tego samego roku powstaje Komitet budowy salki katechetycznej, która ostatecznie przekształcona została na kościół filialny pw. Matki Bożej Fatimskiej. W skład Komitetu założycielskiego wchodzili: Jan Dawidowski, Stanisław Majkowski, Kazimierz Leszczyński, Marian Szczypior, Kazimierz Koszałka i Bronisław Gniba. Szczerej pomocy przy budowie udzielała cała wioska. Uroczystego poświęcenia kościoła dokonał bp Marian Przykucki.
W 2021 roku powstało w Łyśniewie Koło Gospodyń Wiejskich „Czym Chata Bogata”.

## Ciekawostki historyczne

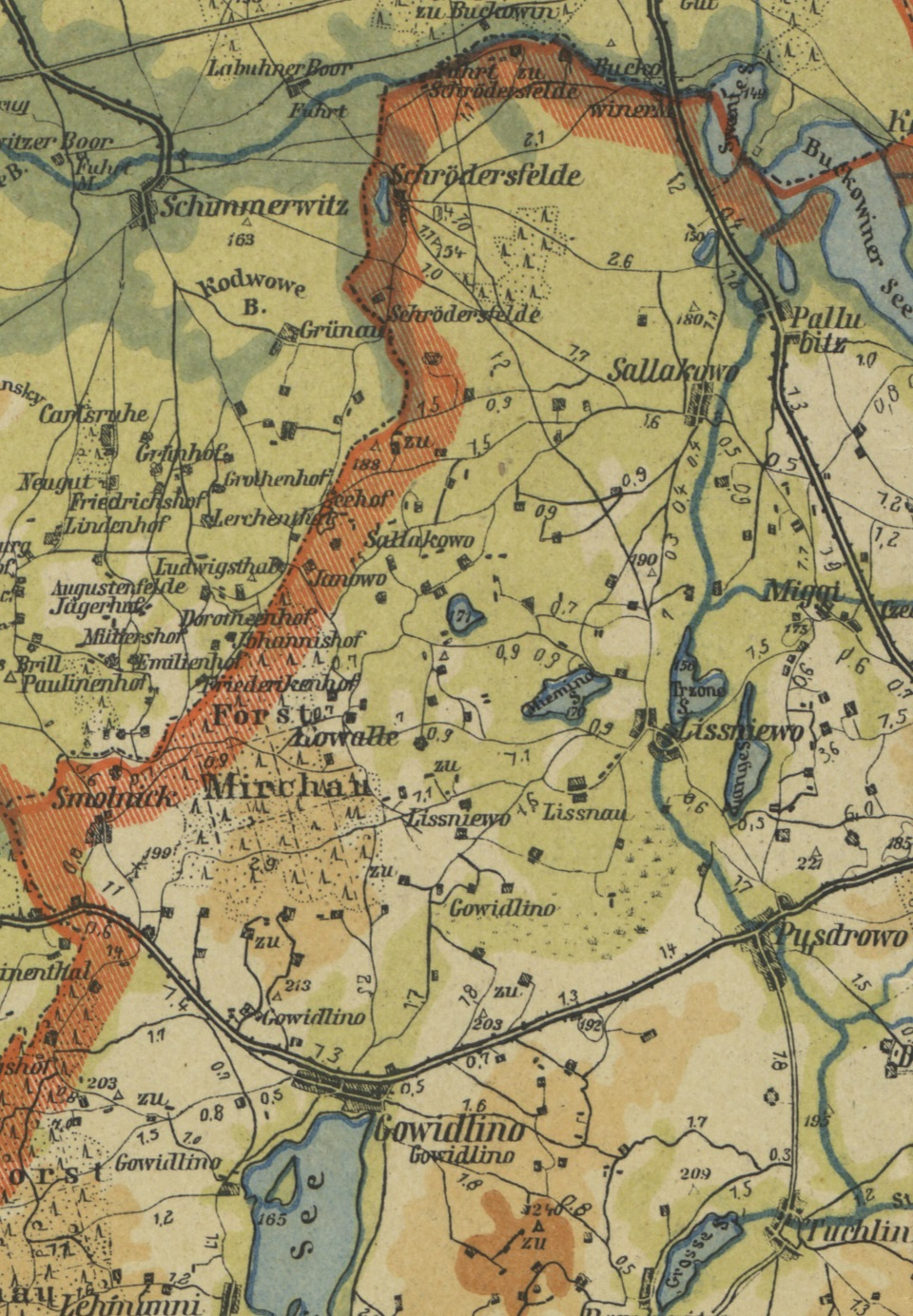
Granica polsko-niemiecka w okolicy Łyśniewa

### Trwała granica
Już w 1313 roku zostaje wyznaczona granica rozdzielającą ziemie krzyżackie od ziem należących do Brandenburgi. Na mocy tego układu tereny przyszłego Łyśniewa stają się terenami przygranicznymi. Jest rzeczą wartą podkreślenia, iż pierwsze ustalenie strefy granicznej pochodzą z roku 1140, gdy określano zasięg biskupstwa pomorskiego. Utworzony później przez Krzyżaków okręg Mirachowski potwierdził ten odcinek granicy, który przetrwał prawie nie zmieniony do czasów współczesnych w postaci prowincji pruskiej, a następnie polsko-niemieckiej granicy państwowej. W sumie daje to ponad 600 lat stabilności, co przełożyć można na ponad 20 pokoleń ludzi żyjących w jednym niemal nienaruszonym kręgu etnicznym. Granica ta uznawana jest powszechnie przez badaczy jako przykład wyjątkowej trwałości.

### (Nie)zwykły las
Wielowiekowa niezmienność (także etniczna) tej granicy przyczyniła się do określenia kompleksu leśnego przylegającego do Łyśniewa mianem „lasu królewskiego”. Jest to nie tylko swoistego rodzaju pamiątka po okresie, kiedy Łyśniewo stanowiło własność królewską, ale i jednoznaczne podkreślenie przynależności do Polski. Za tym lasem, gdzie wzdłuż całej zachodniej strony przebiegała granica, kończyła się władza króla, a tym samym kończyła się Polska.

### Gniazdo Polskości
Najważniejszym następstwem istnienia trwałej granicy było utrwalanie - z pokolenia na pokolenie - wewnętrznej tożsamości mieszkańców Łyśniewa jako Kaszubów identyfikujących się w pełni z Polskością. Wartości przekazywane z dziada pradziada były tak głęboko zakorzenione i wyraziste, że przetrwały najpierw 148-letni okres germanizacji, a wzmocnione międzywojennym powiewem wolności stanęły na przeszkodzie okupantowi niemieckiemu podczas II wojny światowej. Do tego stopnia stanowiły przysłowiową "solę w oku", że Niemcy opisując Łyśniewo używali terminu Gniazdo Polskości. Ukute przez okupanta stwierdzenie używane było w sposób pogardliwy. Dziś stanowi dla Łyśniewa powód do chluby. Silne wielowiekowe związanie kaszubskiej wioski z polskością doskonale uchwycić można w sferze religijnej. Na terenie bowiem Łyśniewa nieprzerwanie funkcjonuje powstała w 1905 roku - jeszcze w okresie zaborów - męska Róża Różańcowa, której patronuje św. Józef. Ponad wiekowa Róża przekazywana jest u państwa Lis z ojca na syna jako duchowy testament rodziny. Założycielem był Bazyli Lis, który przekazał opiekę nad Różą swojemu synowi Franciszkowi. Obecnie Zelatorem jest syn Franciszka - Józef. Następcą Róży będzie Kazimierz Lis. Dziś w Łyśniewie funkcjonują 4 Wspólnoty Żywego Różańca.

### Młyn wodny

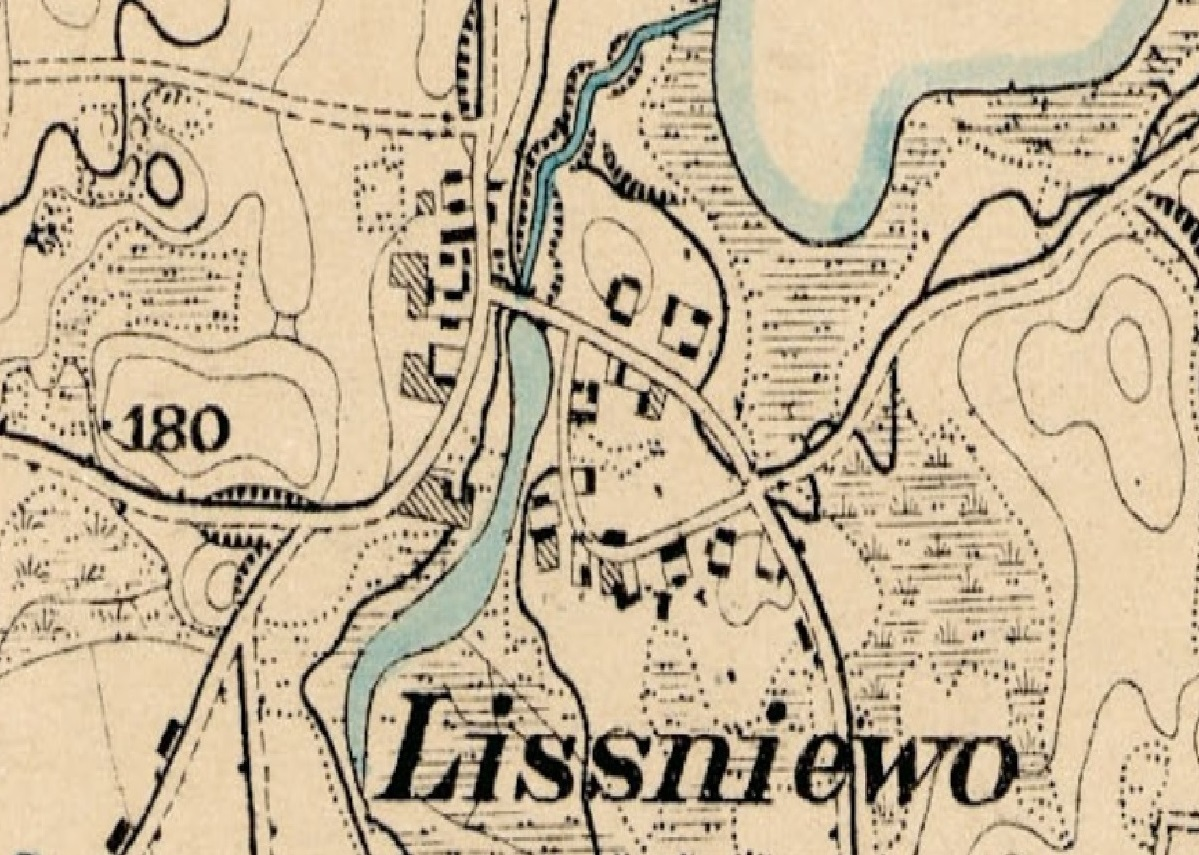
Fragment mapy z końca XIX w ukazujący umiejscowienie stawu młyńskiego

Przez ponad 500 lat (najpóźniej od 1437 r.) funkcjonował w Łyśniewie jednokołowy młyn wodny, który, wedle opisu z 1765 roku, był:

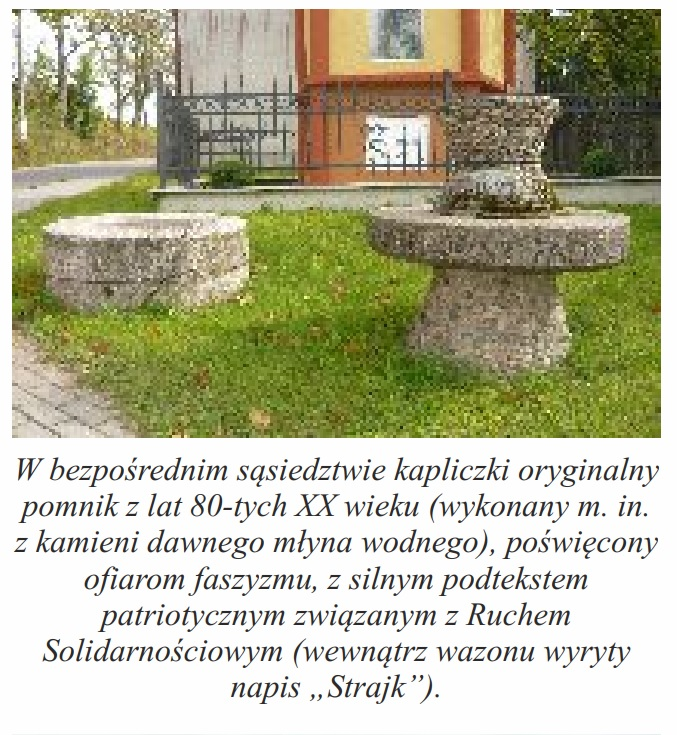

(…) w szachulec pobudowany i z młynicą. Wchodząc do niego drzwi na zawiasach i hakach żelaznych, z klamką, wrzeciądzem, żelaznemi. W niej piec kachelkowy; okna w ołów oprawne 2, stare. Do komory drzwi na zawiasach i hakach, z klamką, wrzeciądzem, żelaznemi, jako i ze skoblą, tudzież i z zamkiem, kluczem. Wychodząc z izby do młynicy z sieni komin z gliny do góry wywiedziony. Młynica, w której skrzynie, kosze, dobre. Kamień polny calów 14 zawierający w sobie, wierzchni; spodni calów 3. Cywie żelazne. Koła wszystkie z ryfkami dobre, z 2 capami żelaznemi. Dach na tym młynie ze słomy dobry.
Wraz z końcem II Wojny Światowej młyn został zniszczony, a przylegający do niego staw z późniejszą melioracją zlikwidowano. Obecnie po młynie zachowały się jedynie dwa koła młyńskie wykorzystane do zbudowania pomnika przy kapliczce w centrum wsi. Koła te najprawdopodobniej są najstarszymi obiektami historycznymi na terenie dzisiejszego Łyśniewa

### Siedziba Wójta

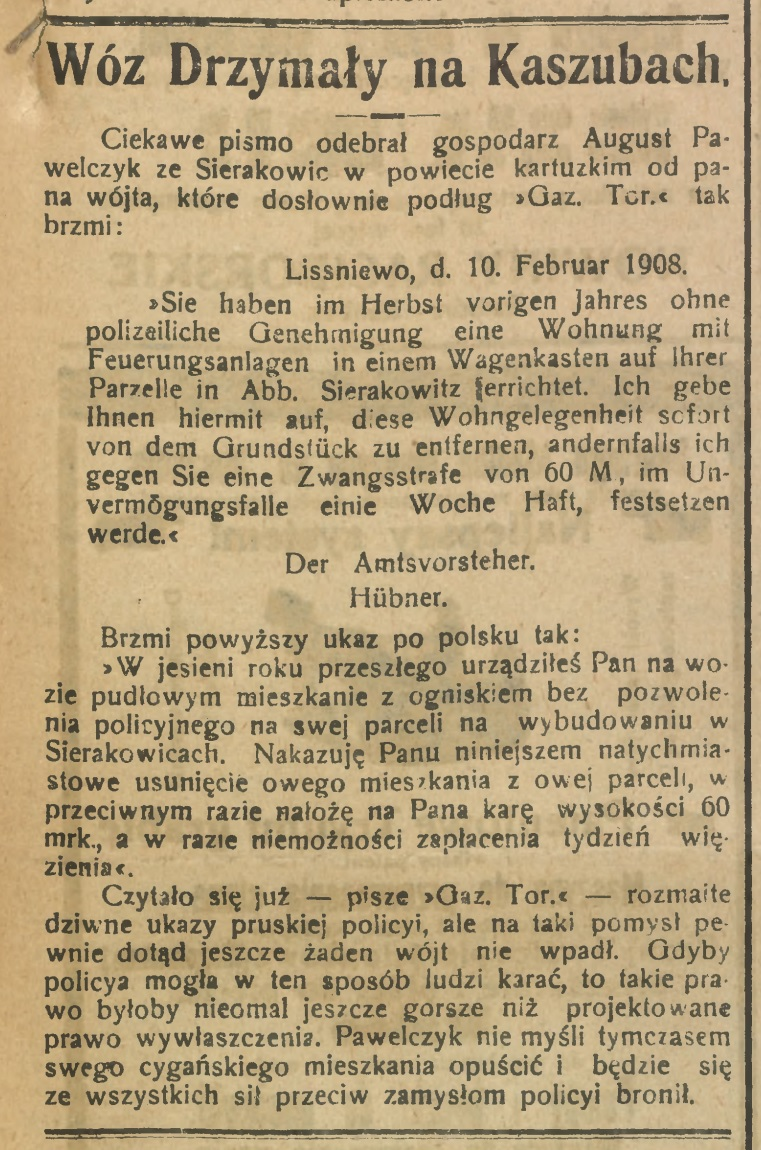
List wójta Hübnera napisany w Łyśniewie w sprawie Augustyna Pawelczyka (Nowiny Raciborskie)

Na przełomie XIX i XX wieku w Łyśniewie mieszkał niecieszący się wśród Kaszubów dobrą opinią wójt Carl Hübner, który nabył majątek zwany Dworem Łyśniewskim (80 ha). Urząd Sierakowickiego wójta sprawował przez 20 lat (1899-1919). W ostatnich latach sprawowania urzędu powierzono mu także zwierzchnictwo nad obwodem Gowidlińskim i Chmieleńskim. Bez większego błędu można też uznać, iż miejsce zamieszkania urzędnika państwowego w tamtym okresie, pełniło często funkcję Urzędu na dany teren.

### Znaczące postacie
- Juliusz Koszałka (uczestnik dwóch wojen światowych, uczestnik powstania Wielkopolskiego, działacz niepodległościowy, więzień KL Stutthof, dowódca pionu Wojskowego TOW „Gryf Pomorski”, jedyny Komendant Gryfa który przeżył wojnę)[51].
- Frydolin Richert (syn nauczyciela z Łyśniewa, uczestnik dwóch wojen światowych, więzień KL Stutthof)[52].
- Antoni Pepliński (ksiądz katolicki, pierwsze powołanie kapłańskie z Łyśniewa, działacz w Zrzeszeniu Kaszubsko-Pomorskim, propagator kaszubskości, poeta, autor popularnej pieśni ludowej pt. „Kaszëbsczé jezora”)[53].
- Aleksy Pepliński (wieloletni nauczyciel w Łyśniewie, brat ks. Antoniego, poeta, dramatopisarz, wychowawca młodzieży)[53].
- Bernard Szumocki (mieszkaniec Łyśniewa od zakończeniu I wojny światowej do 1931 roku, początkowo nauczyciel Religii i Dziejów Polski, później kierownik szkoły)[33].